# Llanfair-yn-Neubwll
Llanfair-yn-Neubwll är en community i Storbritannien. Den ligger på ön Anglesey i kommunen Isle of Anglesey och riksdelen Wales, i den sydvästra delen av landet, 400 km nordväst om huvudstaden London. 
I communityn ligger förutom byn Llanfair-yn-Neubwll även byarna Llanfihangel yn Nhowyn och Caergeiliog samt flygbasen RAF Valley.